# ナツ得テレビ
ナツ得テレビ（ナツとくテレビ）は北東北地区のNNS系列局で例年7月に放送された番組である。

## 概要
- 当番組は、2008年から放送され、青森放送・秋田放送・テレビ岩手の共同制作の形を採っている。番組全体の進行を行うキーステーションは3社で輪番制をとっており、年ごとに変更された。
- 内容は、青森・秋田・岩手の北東北3県の観光施設やイベントなどを紹介する番組であり、各県から1問、合計3問のクイズが出された。
- なお、当番組には、NNS北東北3局のキャラクター[1]が登場する（登場しない年もあった）。
- 2011年の放送はテレビ岩手が担当局となったが、放送エリア内にある平泉が1週間前に世界遺産に正式登録された為、進行役は、中尊寺前から中継を行った。[2]

## 放送日
- 毎年7月の土曜日午後に放送。
  - 2010年 - 7月17日13時
  - 2011年 - 7月2日13時（テレビ岩手）
  - 2012年 - 7月21日13時（青森放送）
  - 2013年 - 7月20日13時（秋田放送）
  - 2014年 - 7月19日13時（秋田放送）
  - 2015年 - 7月18日13時（青森放送）
  - 2016年 - 7月16日13時（テレビ岩手）

## 出演者
- 各局のアナウンサーやリポーター

## スポンサー
- 北東北3県の観光施設など。
- なお、2010年の放送は12月4日の東北新幹線新青森開業が近いため、新幹線開業キャッチコピーの「ようこそ青森へ キャンペーン」もスポンサーに付いた。